# Gör-det-själv-biologi
Gör-det-själv-biologi (engelska: DIY biology) är en verksamhet inom bioteknik där individer utanför institutioner studerar biologi och livsvetenskap. En variant av detta är så kallad biohacking där man också i laboratorier utvecklar produkter. Ett exempel på en sådan produkt är ett biomobilt chip som kan avläsa hjärnans vågor och aktivitet, och den uppfinningen hade sin begynnelse under 1980-talets slut. Detta chipp är uppfunnet i San Francisco och är även kallat "civilare".